# Коммунистическая партия Испании (восстановленная)
Коммунистическая партия Испании (восстановленная) (исп. Partido Comunista de España (reconstituido), PCE(r)) — испанская коммунистическая партия, придерживающаяся ортодоксальных марксистско-ленинских позиций. Основана в 1975 году за несколько недель до смерти руководителя диктаторского режима Франсиско Франко как маоистская партия. Вела вооружённую борьбу с фашистским режимом совместно с GRAPO.
Наибольшей поддержкой пользуется в некоторых рабочих кварталах Мадрида, городах Виго, Сарагоса, Кордова и Кадис, промышленных районах провинции Леон и Астурии, а также в Каталонии. 
После демонтажа франкистского строя продолжила борьбу с восстановленной монархией, требуя низложения Бурбонов и установления республики. В 2003 году решением Национальной судебной коллегии была объявлена «политическим крылом террористической организации GRAPO» и запрещена, хотя доказательств наличия связи между ней и PCE (r) найдено не было.
В настоящее время функционирует на нелегальном положении.

## История
После того, как с 1955 года новое руководство Коммунистической партии Испании (PCE, КПИ) во главе с Сантьяго Каррильо начало постепенно отходить от линии непримиримого противостояния с режимом Франко в сторону мирного перехода к демократии посредством союза с Испанской социалистической рабочей партией (ИСРП), в рядах «старой» PCE начали усугубляться противоречия. Решения XX съезда КПСС, связанные с вопросом культа личности и роли в истории Иосифа Сталина, лишь усугубили ситуацию — если сам Каррильо и Долорес Ибаррури поддержали их, то часть актива партии в лице Энрике Листера и Висенте Урибе высказали своё недовольство. Впоследствии Листер (уже выйдя из КПИ, основав Испанскую коммунистическую рабочую партию и вернувшись в PCE после смещения Каррильо) писал, что уже в то время партия начала сдавать многие идеологические позиции.
С 1968 года, под влиянием «Красного мая» и ввода войск Организации Варшавского договора в Чехословакию, три наиболее реформистски настроенные компартии Западной Европы — ИКП (Э. Берлингуэр), ФКП (Ж. Марше) и КПИ (С. Каррильо) — осудили политику КПСС и начали склоняться к еврокоммунизму. Если первые две партии благодаря переходу на менее ортодоксальные позиции смогли укрепить своё влияние, то для PCE отказ от ленинизма привёл к целой серии расколов, что в условиях нелегального функционирования партии в Испании значительно ослабило её деятельность.
В июне 1975 года члены ряда небольших коммунистических организаций, таких как Коммунистическая партия Испании (марксистско-ленинская), Геваристские кружки и Организация марксистов-ленинцев Испании провели учредительный съезд Коммунистической партии Испании (восстановленной). Новая партия позиционировалась как продолжательница традиций «старой PCE», антиревизионистская и антифашистская структура. С самого начала своей деятельности, PCE (r) испытывала сильное влияние маоизма.
Партию возглавил Мануэль Перес Мартинес («камарад Аренас»), наиболее активные её организации сформировались в Виго, Кадисе и мадридском районе Эль-Посо-дель-Тио Раймундо. Активисты PCE (r) совместно с GRAPO участвовали в атаках на правительственные силы, в конечном итоге внеся определённый вклад в крах франкистского режима. При этом GRAPO и партия действовали автономно друг от друга.
Уже в июле 1976 года, через несколько дней после назначения премьером Адольфо Суареса, Главное управление безопасности (DGS) начало процесс против партии. Оппозиционный журнал «Triunfo» писал, что «её программа основана на захвате власти с целью установления диктатуры пролетариата и насаждения социализма посредством революционной вооруженной борьбы».
В феврале 1977 года, уже в ходе переходного периода, DGS подтвердило, что GRAPO является вооружённым крылом PCE (r), и обвинило членов партии в совершении ряда терактов, в том числе убийстве четырёх полицейских 1 октября 1975 года. Несмотря на то, что GRAPO отрицало обвинение, что оно якобы является «вооружённым крылом» какой-либо политической партии, организация использовала для распространения своей агитации печатные органы PCE (r) и подтвердила, что согласна с её идеологией. Несколько дней спустя сотрудники DGS уточнили, что вышеупомянутое вооруженное крыло называлось «Техническим отделом», и арестовали 38 активистов партии по обвинению в «терроризме», в том числе Мартинеса, который был приговорён к пожизненному заключению.
Из-за препятствий, чинимых со стороны властей, PCE (r) осталась в подполье после восстановления монархии, не получила государственной регистрации и не участвовала в выборах, продолжая силовую борьбу. В 2003 году судья Бальтасар Гарсон вынес решение о официальном запрете партии якобы из-за того, что она продолжает являться «политическим крылом террористической организации GRAPO». Наконец, в июле 2006 года постановлением Национальной судебной коллегии было принято решение о роспуске PCE (r).
Партия проигнорировала решения суда в свой адрес и окончательно перешла на нелегальное положение, в котором продолжает функционировать. С начала 00-х годов наметился постепенный отход партии от маоизма в сторону традиционного марксизма-ленинизма.
Несмотря на преследования со стороны властей, PCE (r) всё ещё сохраняет определённую поддержку, особенно в национальных регионах Испании. Партию поддерживал, в частности, известный каталонский левый активист и рэпер Пабло Хасель, написавший ряд песен в поддержку находящегося в заключении Аренаса.

## Печатные органы
Центральный орган — газета «Resistencia», теоретический орган — журнал «Antorcha». Оба издания активно публиковали статьи с призывами к вооружённой борьбе рабочего класса с целью создания народной федеративной республики в Испании.